# Piekielnik
Piekielnik (slowakisch Pekelník, ungarisch Pekelnik) ist eine Ortschaft mit einem Schulzenamt der Gemeinde Czarny Dunajec im Powiat Nowotarski der Woiwodschaft Kleinpolen in Polen.

## Geographie
Der Ort liegt am gleichnamigen Bach.

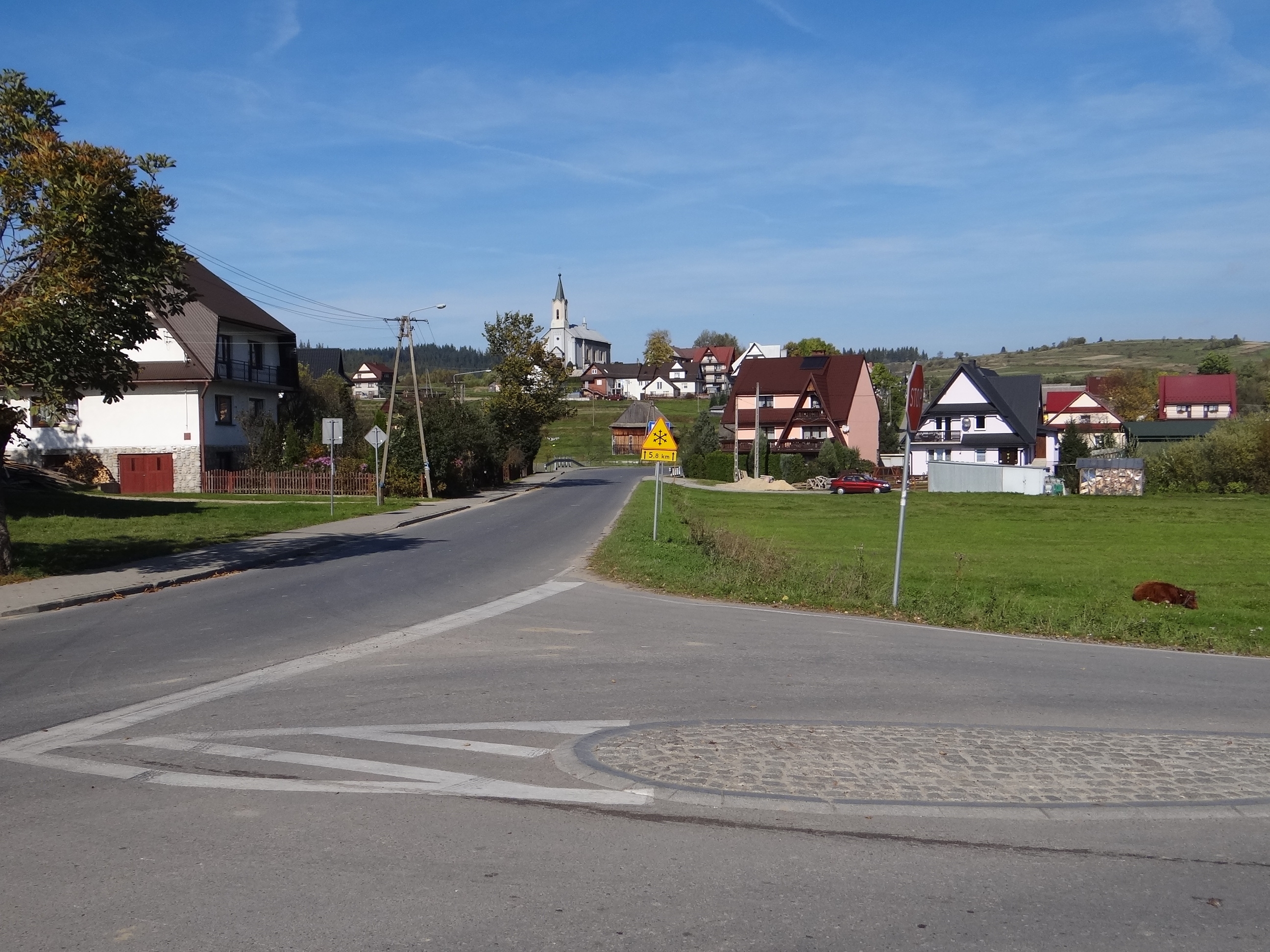
Ortsansicht
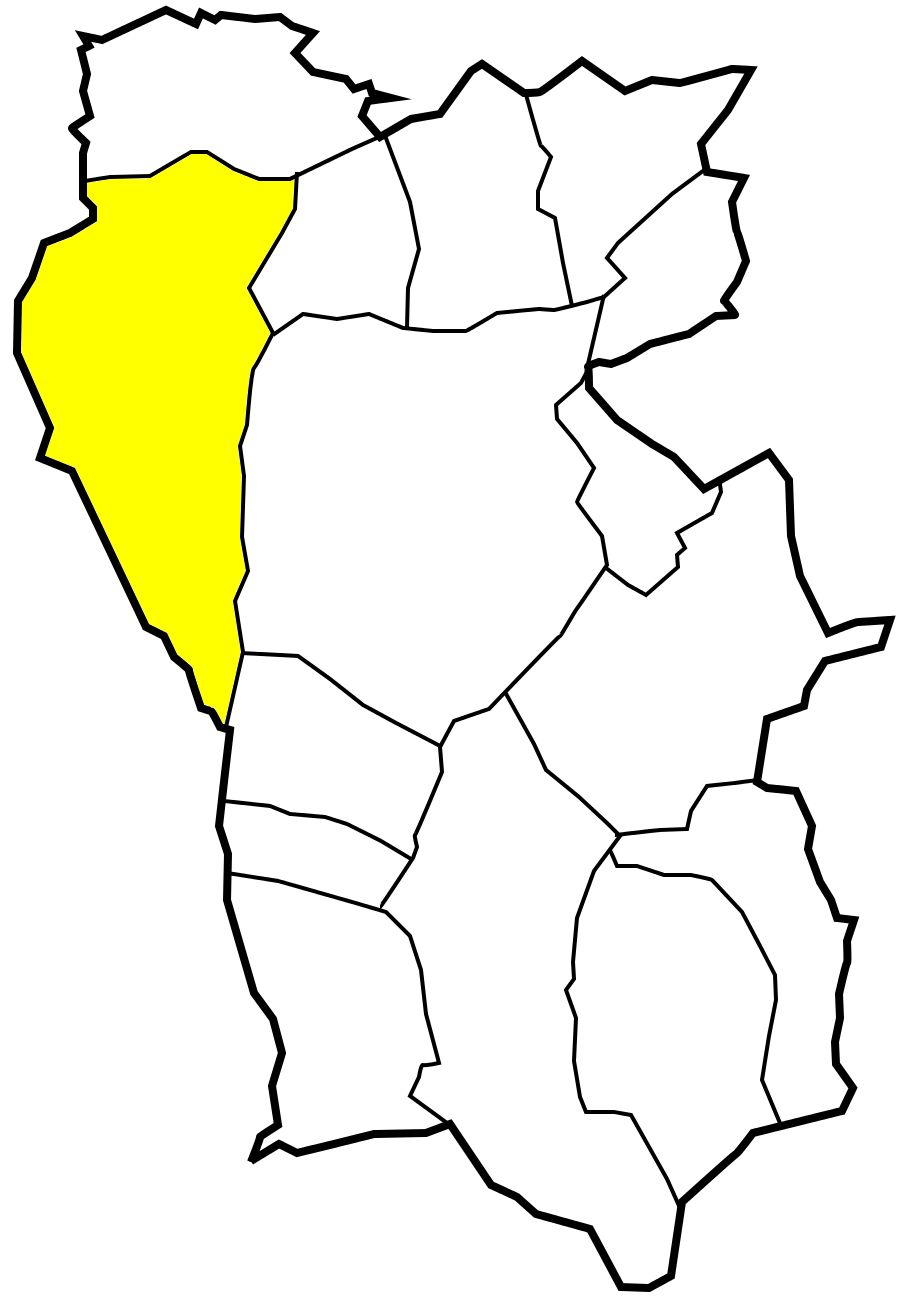
Lage von Piekielnik in der Gemeinde

## Geschichte
Der Ort liegt in der Landschaft Arwa, die bis 1918 zum Königreich Ungarn gehörte. Er wurde zwischen den Jahren 1584 und 1588 auf Initiative von Franziskus I. Thurzo gegründet. Die erste Siedler kamen meistens aus Polen. Der Name ist abgeleitet von Bränden auf örtlichen Mooren.
Ab 1651 gehörten die örtlichen Katholiken der Pfarrei in Orawka an, im Jahre 1787 wurde die örtliche Pfarrei errichtet (im Bistum Spiš, seit 1920 Bistum Krakau).
Im 19. Jahrhundert wurde Slowakisch die Sprache der Kirche und der Schule, aber die lokalen Goralen sprachen Goralisch, einen polnischstämmigen Dialekt. Im Jahre 1897 begannen polnische Aktivisten nationale Agitation. Im Jahre 1910 folgte die ungarische Verwaltung erstmals in der Volkszählung der polnischen Bitte und Goralisch wurde als Polnisch betrachtet. In diesem Jahre hatte Piekielnik 1239 Einwohner, davon 16 ungarischsprachige, 4 deutschsprachige, 7 slowakischsprachige, 1212 anderssprachige (97,8 %, polnischsprachig), 1228 römisch-katholische, 11 Juden.
1918, nach dem Ende des Ersten Weltkriegs und dem Zusammenbruch der k.u.k. Monarchie, kam die Gemeinde zur neu entstandenen Tschechoslowakei. Auf Grund der Tschechoslowakisch-polnischen Grenzkonflikte im Arwa-Gebiet wurde der Ort 1920 dann aber der Zweiten Polnischen Republik zugesprochen. Zwischen den Jahren 1920 und 1925 gehörte die Gemeinde zum Powiat Spisko–Orawski, ab 1. Juli 1925 zum Powiat Nowotarski. Im Jahre 1921 hatte die Gemeinde 295 Häuser mit 1081 Einwohnern, davon 1074 Polen, 3 Juden, 4 anderer Nationalität (meistens Slowaken), 1074 römisch-katholische, 7 israelitische.
Von 1939 bis 1945 wurde das Dorf ein Teil des Slowakischen Staates.
Von 1975 bis 1998 gehörte Piekielnik zur Woiwodschaft Nowy Sącz.

## Sehenswürdigkeiten
- Römisch-katholische Kirche, gebaut 1878

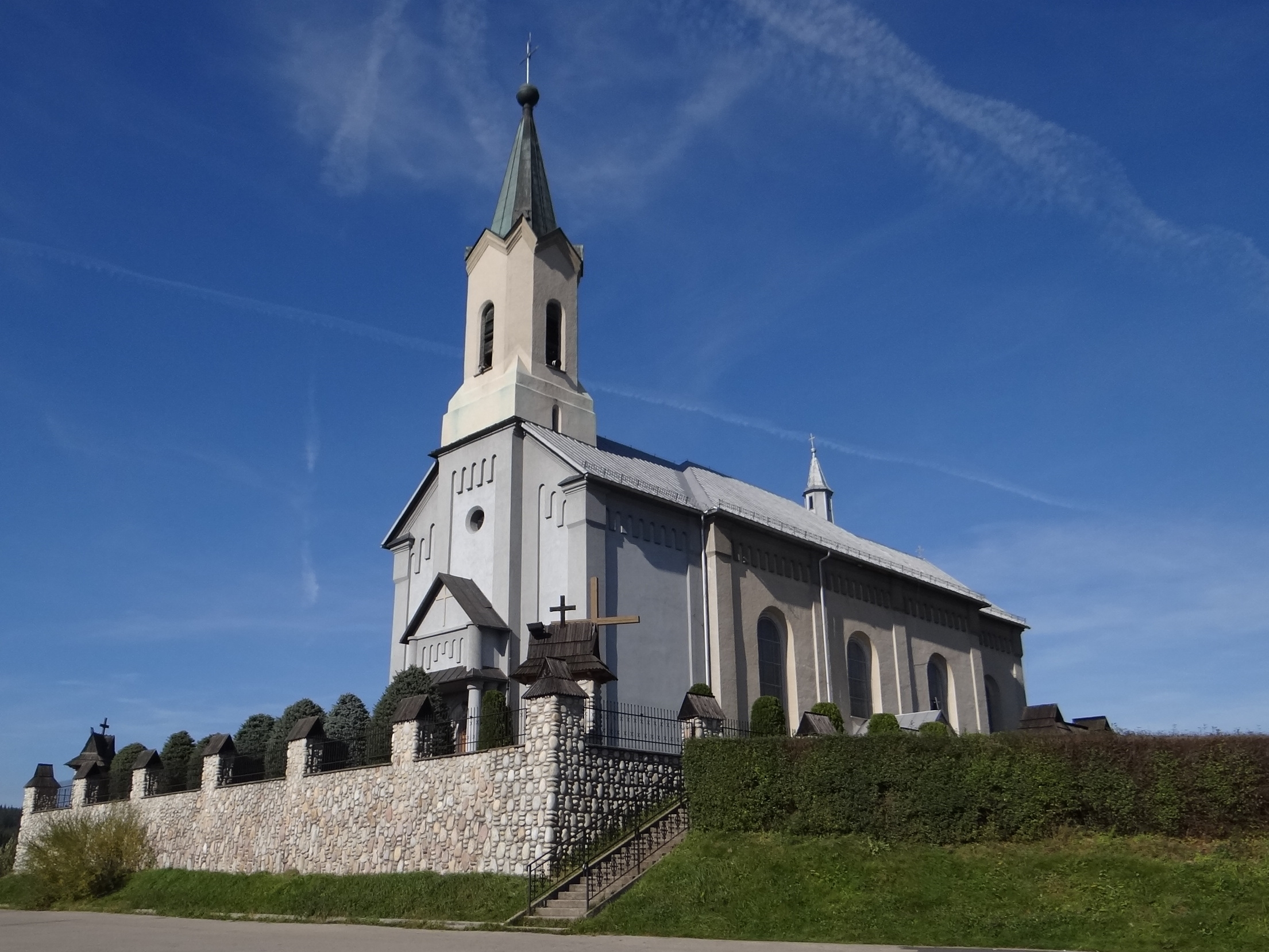
Kirche

## Persönlichkeiten
- Alojzy Śmiech (1921–2008), Volkskünstler
- Anna Krupa (* 1981), Schauspielerin